# Michael Häupl
Michael Häupl (14 de setembro de 1949, Altlengbach, Baixa Áustria) é um político austríaco. Foi Bürgermeister (prefeito) e Landeshauptmann (governador) de Viena de 7 de novembro de 1994 a 24 de maio de 2018.
Tem uma filha e um filho.

## Biografia
Nasceu em Altlengbach, na Baixa Áustria, em 14 de setembro de 1949. Estudou biologia e zoologia na Universidade de Viena e foi assistente acadêmico no Museu de História Natural de Viena de 1975 a 1983.

## Carreira política
Membro do Partido Social-Democrata da Áustria (SPÖ), Häupl foi líder da organização estudantil do partido de 1975 a 1978, membro do Conselho Municipal Vienense de 1983 a 1987 e Conselheiro Municipal do Ambiente e Esporte de 1988 a 1994. Neste mesmo ano, em 7 de novembro, tornou-se prefeito de Viena.
Enquanto prefeito, Häupl venceu três eleições. Cada uma delas aumentou a dominância política do SPÖ. Na eleição municipal de 1996, o SPÖ perdeu seu controle geral da câmara de cem assentos, tendo apenas 43 assentos, ou 39,15% dos votos.  O ano também foi marcado pela força do Partido da Liberdade da Áustria (FPÖ), rival do SPÖ, que conquistou 29 assentos (oito a mais que em 1991), superando o Partido Popular Austríaco (ÖVP) no terceiro lugar pela segunda vez. De 1996 a 2001, o SPÖ governou Viena numa coligação com o ÖVP.
Em 2001, o SPÖ retomou o controle geral dos 52 assentos com 46,91% dos votos. Em outubro de 2005, melhorou ainda mais, com 55 assentos e 49,09% dos votos. No entanto, Häupl também presidiu durante um período de apatia eleitoral; a porcentagem de eleitores havia caído de 68,46% em 1996 para 60,81% em 2005.
Häupl foi o vice-presidente do SPÖ e foi considerado um dos mais importantes apoiadores do ex-presidente, Werner Faymann.
Em 14 de dezembro de 2004, Häupl foi eleito sucessor de Valéry Giscard d'Estaing como Presidente do Conselho de Municípios e Regiões Europeias.
Häupl foi condecorado com a Ordem do Leão Branco em outubro de 2017, junto a Gerhard Schröder e Borut Pahor.

## Curiosidade
Sua foto foi usada no artigo fictício Carlos Bandeirense Mirandópolis na Wikipédia em português. O caso foi usado em artigos de doutorado e foi matéria de jornais.